# Triaenodes zarudnyi
Triaenodes zarudnyi là một loài Trichoptera trong họ Leptoceridae. Chúng phân bố ở miền Cổ bắc.